# Давыдов, Семён Семёнович
Семён Семёнович Давыдов (6 августа 1921 — 27 июня 1945) — майор Рабоче-крестьянской Красной Армии, участник Великой Отечественной войны, Герой Советского Союза (1945).

## Биография
Семён Давыдов родился 6 августа 1921 года в деревне Троицкая (ныне — Ирбейский район Красноярского края) в крестьянской семье. С 1927 года проживал в Ирбейском. Окончил семь классов школы, затем два курса педагогического училища в Канске. В августе 1938 года Давыдов был призван на службу в Рабоче-крестьянскую Красную Армию. В 1940 году окончил Томское артиллерийское училище, после чего был направлен на службу в Белорусскую ССР. С августа 1941 года — на фронтах Великой Отечественной войны. Принимал участие в боях на Западном, Донском, Брянском, Центральном, Белорусском, 1-м Белорусском фронтах. Участвовал в Сталинградской битве, боях под Орлом, форсировании Десны и битве за Днепр. К июлю 1944 года гвардии майор Семён Давыдов командовал дивизионом 156-го гвардейского артиллерийского полка 77-й гвардейской стрелковой дивизии 69-й армии 1-го Белорусского фронта. Отличился во время освобождения Польши.
15 июля 1944 года дивизион Давыдова сыграл решающую роль в отражении немецкой контратаки против советских стрелковых частей в районе города Гужиска. Дивизион продолжал успешно поддерживать стрелковые части во время форсирования ими Западного Буга, Варты, Вислы, штурме Радома, нанеся противнику большие потери. 4 февраля 1945 года Давыдов с первыми взводами пехоты переправился через Одер и корректировал огонь своего дивизиона. 13 февраля благодаря его корректировке было отражено семь немецких контратак.
Указом Президиума Верховного Совета СССР от 27 февраля 1945 года за «образцовое выполнение боевых заданий командования на фронте борьбы с немецкими захватчиками и проявленные при этом мужество и героизм» гвардии майор Семён Давыдов был удостоен высокого звания Героя Советского Союза с вручением ордена Ленина и медали «Золотая Звезда» за номером 3094.
20 июня 1945 года Давыдов в результате чрезвычайного происшествия получил тяжёлое ранение в правую височную область. От полученных ранений он скончался 27 июня 1945 года в госпитале. Похоронен в городе Бернау.
Был также награждён орденами Красного Знамени, Александра Невского, Отечественной войны 2-й степени, Красной Звезды, а также рядом медалей.